# Rudi Erebara
Rudi Erebara, né en 1971, est un poète, écrivain et traducteur albanais.
Après avoir été diplômé de l'Académie des beaux-arts de Tirana (en) en 1995, il entreprend une carrière d'analyste politique, journaliste et écrivain.
Il est l'auteur de deux recueils de poésie, Fillon Pamja en 1994 et Lëng Argjendi en 2013. Il est également l'auteur de deux romans, Vezët e thëllëzave en 2010 et Epika e yjeve të mëngjesit en 2016.
Il a reçu le prix de littérature de l'Union européenne en 2017.